# グリーンワールドの生物一覧
グリーンワールドの生物一覧（グリーンワールドのせいぶついちらん）は、ドゥーガル・ディクソンの著作『グリーンワールド』に登場する架空の生物についてまとめたものである。

## 進化と分類
グリーンワールドの生物は、遺伝物質としてDNAを用いる、細胞が集まって組織を形成するなど、地球上の生物と同様の生化学的性質をもつと設定されている。地球の植物と動物に相当する生物群があり、後者は作中作の論文において進化史と系統関係が推測されている。
陸生生物のうち動物に相当するものは、腕足対称生物 (わんそくたいしょうせいぶつ、brachiosym) と溝対称生物 (みぞたいしょうせいぶつ、sulcosym) の2つの門に大別される (下図)。いずれも六放射対称性の生物から左右相称性を独立して発達させたと推測されている。
|  | マウディワート Mowdiwort  |
|  |                           |
|  | ギンブル Gimble           |
|  |                           |
|  | ディンドン                |
|  |                           |
|  | シッタ Sitta              |
|  |                           |
|  | ダッフルパッド Duffelpudd |
|  |                           |

|              | ストライダ Strida                                                                                    |
|              | |
|              | ジャガラグ Jugalug                                                                                   |
|              | |
| カオモドキ科 | \| \| インぺロープ Impelope \| \| \| \| \| \| クリム Krim \| \| \| \| \| \| ミンゴ Mingo \| \| \| \| |
|              | \| \| インぺロープ Impelope \| \| \| \| \| \| クリム Krim \| \| \| \| \| \| ミンゴ Mingo \| \| \| \| |
|              | インぺロープ Impelope                                                                                |
|              | |
|              | クリム Krim                                                                                          |
|              | |
|              | ミンゴ Mingo                                                                                         |
|              | |

|  | インぺロープ Impelope |
|  |                       |
|  | クリム Krim           |
|  |                       |
|  | ミンゴ Mingo          |
|  |                       |

|  | マウディワート Mowdiwort  |
|  |                           |
|  | ギンブル Gimble           |
|  |                           |
|  | ディンドン                |
|  |                           |
|  | シッタ Sitta              |
|  |                           |
|  | ダッフルパッド Duffelpudd |
|  |                           |

|              | ストライダ Strida                                                                                    |
|              | |
|              | ジャガラグ Jugalug                                                                                   |
|              | |
| カオモドキ科 | \| \| インぺロープ Impelope \| \| \| \| \| \| クリム Krim \| \| \| \| \| \| ミンゴ Mingo \| \| \| \| |
|              | \| \| インぺロープ Impelope \| \| \| \| \| \| クリム Krim \| \| \| \| \| \| ミンゴ Mingo \| \| \| \| |
|              | インぺロープ Impelope                                                                                |
|              | |
|              | クリム Krim                                                                                          |
|              | |
|              | ミンゴ Mingo                                                                                         |
|              | |

|  | インぺロープ Impelope |
|  |                       |
|  | クリム Krim           |
|  |                       |
|  | ミンゴ Mingo          |
|  |                       |

腕足対称生物は前後に脚を1本ずつ、左右に脚を2対もつ。地球の節足動物に相当し、比較的小型である。一方、溝対称生物は左右に脚を3対もつ。地球の四足動物に相当し、比較的大型である。
海洋生物は、六放射対称性をとどめた基盤的な種が大半を占めるが、一部は溝対称生物に分類される。これは魚竜類や鯨類のように、二次的に水生に適応した陸生生物の子孫であると推測されている。

## 一覧
- 配列は五十音順である。
- 原語表記のうち、*印つきはドゥーガル・ディクソンのウェブページ (https://www.dougal-dixon.co.uk/greenworld) 上にのみ確認できるもの、無印は日本語版の小説に確認できるものである。
- 各文末の括弧内に、日本語版の小説における言及ページを示す。太字は絵の掲載されたページである。

アッフェルランプ (Affelrump)
アンダースナッチ (Undersnatch)
インプ (Yimp)
アフォン・インプ (上巻p.340)
インぺロープ (Impelope)
名前は「インパラ」と「アンテロープ」に由来する。
ブルーインぺロープ
グレーインペロープ
サンディインぺロープ
マウンテンインぺロープ
ヴァルーン (Valoon)
ヴァーリー・ヴァルーン (上巻p.339)
ロックヴァルーン (上巻p.157)
ウィラー
(上巻p.122)
ウーフル (Woofle)
ゴールデンウーフル
シルバーウーフル (下巻p.246)
マウンテンウーフル (上巻p.157)
ヴェンツリー
(上巻p.122)
ウォータースキム
(上巻p.290)
ヴリヴァー (Vlivver)
ゴールデン・スパークル (上巻p.160)
ミスティ・クラウド (上巻p.160)
リトル・ウィザード (上巻p.160)
ハニーグライド (上巻p.160)
ジェイド・ホップ (上巻p.160)
ブルー・ドリーム (上巻p.160)
フリップル (上巻p.160)
ドリフター (上巻p.160)
ウィンゴ (上巻p.160)
スマイリング・アイズ (上巻p.160)
ヴリヴァーツリー
エガー (Egger)
オラシュ (Olash)
カーリーワール (Curliwurl)
ギンブル (Gimble)
クリム (Krim)
クラウンドグローリー
グリーンシーン
ウォーターマンダリン
サファイアグライド
クリムゾンパドル
グローブフルーツ
(上巻p.179)
クワンク (Kwank)
エンプティマンス島にいたクワンク (上巻p.290)
ゴーティ (Ghoti*)
タングルウィード
(上巻p.122)
シッタ (Sitta)
シフ (Shiff)
ウォーターシフ (Water-shiff*)
サンドシフ (Sand-shiff*)
ジメリスツリー
ジャガラグ (Jugalug)
シュルーム
(上巻p.179)
イエローシュルーム (上巻p.270)
ストライダ (Strida)
スピッター (Spitter)
方言名、シットスピッター (Shitspitter*)。
ホームスピッター
ダッフルパッド (Duffelpudd)
腕足対称生物、サルタタ科。
スカーレット・ワンダー
ブルー・アーミン
イヴニング・ジュエル
イエロー・ディライト
サイレント・ピン
イリデセント・グリーン
コパーブロブ
サファイア・ヘイズ
グレート・ビッグ・ディガー
リトル・ビガー
タラン (Tallun)
ディスクリーフ
(上巻p.180)
クワンクアイ・ディスクリーフ (上巻p.270)
ディンドン
別名、未知の生物「X」。
トーキターン (Talkyturn)
正式名称、クエイシャス (Quatious)。
ヌーラ (Noolah)
無感覚ヌーラ
パドルパッド (Puddlepud)
ヒップル (Hipple)
ファリコン (Fallicon)
プルーク (Pluke)
ジャイアント・プルーク (上巻p.290)
ブルーバック (Blueback)
ポールツリー (Pallwood tree*)
(上巻p.158)
マードル (Murdle)
リバーマードル
メガマードル
マウディワート (Mowdiwort)
マンブル
(上巻p.122)
ミンゴ (Mingo)
エレガンス
スウィートウォーターポインター
ラインフルーツ
(上巻p.122, 179, 270)
ラフ (Raffe)
ラブルランプ (Lubblelump)
ロンブル (Romble)
リトラン
ワフト
(上巻p.122,181)